# Mistrzostwa Afryki w Piłce Ręcznej Kobiet 1974
Mistrzostwa Afryki w piłce ręcznej kobiet 1974 – pierwsze mistrzostwa Afryki w piłce ręcznej kobiet, oficjalny międzynarodowy turniej piłki ręcznej o randze mistrzostw kontynentu organizowany przez CAHB mający na celu wyłonienie najlepszej żeńskiej reprezentacji narodowej w Afryce, który odbył się w Tunezji w 1974 roku.
Inauguracyjny tytuł mistrzyń kontynentu zdobyły Tunezyjki, awansując jednocześnie na MŚ 1975.

## Faza grupowa
|  |  | Tunezja | 13-9 | Senegal |  |
|  |  |         |      |         |  |

|  |  | Tunezja | walkower | Egipt |  |
|  |  |         |          |       |  |

|  |  | Tunezja | 23-4 | Uganda |  |
|  |  |         |      |        |  |

|  |  | Senegal | 9-9 | Egipt |  |
|  |  |         |     |       |  |

|  |  | Senegal | 16-5 | Uganda |  |
|  |  |         |      |        |  |

|  |  | Egipt | 9-7 | Uganda |  |
|  |  |       |     |        |  |

## Klasyfikacja końcowa
| Miejsce | Reprezentacja | Uwagi          |
| ------- | ------------- | -------------- |
| złoto   | Tunezja       | awans: MŚ 1975 |
| srebro  | Senegal       | -              |
| brąz    | Egipt         | -              |
| 4       | Uganda        | -              |